# Lago Ihotry
Ihotry es el nombre de un lago endorreico ubicado en Madagascar. Posee variaciones interanuales en su salinidad y en la superficie del espejo de agua.
Se encuentra en una zona de clima semiárido, del sudoeste de Madagascar. El agua del lago tiene elevadas concentraciones de cloruro.

## Biología
La Ptychochromis grandidieri era una especie nativa del lago. Desapareció en 1937, cuando la salinidad del lago se volvió intolerable para la especie, al superar los niveles encontrados en el mar.
En 1960, fue introducida la Tilapia rendalli. Esta especie logró adaptarse a las variaciones estacionales del lago, que modifican tanto la salinidad, como la disponibilidad de alimento.